# Mąkosza
Mąkosza – polskie nazwisko, w Polsce nosi je mniej niż 300 osób.
Osoby noszące to nazwisko:
- Edward Mąkosza (ur. 13 października 1886 w Liskowie, zm. 25 kwietnia 1974 w Częstochowie) – kompozytor, pedagog, dyrygent, organista, etnomuzykolog.
- Mieczysław Mąkosza (ur. 16 listopada 1934) – profesor nauk chemicznych.